# Klintonija
Klintonija (lat. Clintonia), rod uresnih trajnica iz porodice ljiljanovki, smješten u potporodicu Medeoloideae. Nekoliko vrsta rasprostranjeno je po umjerenoj i suptropskoj Aziji i Sjevernoj Americi

## Vrste
1. Clintonia andrewsiana Torr.
2. Clintonia borealis (Aiton) Raf.
3. Clintonia udensis Trautv. & C.A.Mey.
4. Clintonia umbellulata (Michx.) Morong
5. Clintonia uniflora (Menzies ex Schult. & Schult.f.) Kunth